# 魯迪鎮區 (阿肯色州克勞福德縣)
魯迪鎮區（英語：Rudy Township）是位於美國阿肯色州克勞福德縣的一個行政鎮區。

## 地方資料
魯迪鎮區的面積為23.50平方千米，當中陸地面積為23.49平方千米，而水域面積為0.01平方千米。根據2010年美國人口普查的數據，當地共有人口1373人，而人口密度為每平方千米58.43人。